# Нум
Нум (также Нуп, Ноп, Ном, Лом) — верховное божество в самодийской мифологии. Существует предположение, что термин «Нум» в качестве слова для обозначения высшего божественного начала был заимствован из согдийского языка (num — «вера, религиозный закон»), а в согдийском, возможно, появился как искажённое тюркское слово nom, имеющее то же значение. Ряд исследователей (таких как Архимандрит Вениамин, М. А. Кастрен, И. И. Огрызко, В. А. Кононенко, Л. В. Хомич и др.) полагает, что после начала миссионерской деятельности среди народов Севера и Сибири в XVIII веке христианский монотеизм мог серьёзно повлиять на представления о Нуме: до этого в мифологии самодийских народов он выступал, скорее, как культурный герой, и лишь под влиянием христианства стал осмысливаться как верховный бог, вознёсшийся на небо.

## Описание и место обитания
В мифах Нум предстаёт как демиург, отдалившийся от сотворённой им земли и влияющий на мир посредством других божеств и духов. В лексике ненцев этот бог отождествлялся непосредственно с небом: слово «Нум» часто употреблялось в значении «небеса», «погода», кроме того, встречались такие идиомы как: «Нум кричит» (о раскатах грома), «огонь Нума» (о молнии), «подол Нума» (о радуге) и т. п.
Персонифицировался как дух мужского пола.
В самодийской мифологии мир делится на три сферы: верхнюю (небесную), среднюю (земную) и нижнюю (подземную) — куполообразное небо опирается краями на плоскую землю, внутри которой существует ещё семь слоёв льда. Местом обитания Нума является Верхний мир. Хотя в мифах встречается упоминание о том, что раньше Нум жил на земле, обычно он живёт на седьмом (так, например, у селькупов цифра «7» соответствует понятию «много») или девятом ярусе неба. Ярусы неба расположены друг над другом, на первом ярусе обитают солнце и луна, кроме того, первый ярус имеет щель, которой достигает вершиной одна лиственница, растущая на земле (то есть на первый ярус неба можно забраться по дереву; по этому же дереву через пустое дупло на небо доходят жалобы и просьбы молящихся). Люди с земли обычно видят только два первых яруса. В Верхнем мире Нума на нижних ярусах располагается озеро, по берегам которого растут священные жертвенные деревья (главное из которых — берёза), а рядом с озером живут небесные люди («небесные кузнецы»), светлые небесные птицы (орёл, журавль, лебедь и кукушка) и крылатые небесные звери. В селькупских мифах Нум, находясь в своём мире, часто предстаёт в образе небесного лося или оленя. На том ярусе, где непосредственно обитает Нум, находится каменный мыс и так жарко, что кольчуги героев, достигших его, слипаются от жара.

## Связанные персонажи
Согласно ненецким мифам, матерью (или иногда женой) Нума является старуха-покровительница, Мать-земля, Я-небя (или Я-мюня, «lameni pugutse — подземная старуха»). По её просьбе «Нум создал две земли — белую и красную». Я-небя живёт в «красной земле», и появляется на поверхности, только если её вызывают духи, заклинаемые шаманом. «Духи шаманские называют её hadoko — бабушкой». В мифологии ненцев широко распространено убеждение, что Нум и его злой двойник Нга были рождены одной «вселенской матерью».
В селькупских мифах говорится о том, что у Нума есть сын — Нун ия (или Нун Ий), нередко отождествлявшийся с Ичей (культурным героем). В ненецких мифах сыновьями Нума называются владыка подземного мира Нга (в других мифах — свояк или брат Нума), Минлей (птица, которая создаёт ветер), духи-покровители хэ-хэ. В мифах ненцев с Нумом иногда отождествлялся бог Йилебям пэртя (покровитель оленеводства, в дословном переводе «Ведающий богатством — стадом»). В одном из мифов Смерть (мужского пола), побеждённый своим сыном, родившимся от ненецкой женщины, уходя под землю, обещает, что впредь он будет поедать людей только по повелению верховного бога Нума: «Теперь буду только по приказу Нума есть. Нум не захочет — оставлю человека. Нум захочет — съем».

## Противостояние с Нга
В ненецкой мифологии сильно развит мотив противоборства Нума и Нга. Оба они являются первосуществами, рождёнными из первозданного хаоса, и в равной мере обладают способностью влиять на судьбы мира и людей, но их устремления диаметрально противоположны: Нум творит добро и благо, тогда как Нга — зло и несчастья. Сфера ответственности Нума — Верхний мир, Нга отвечает за Нижний. Иногда они ссорятся, но до прямой вражды дело не доходит, так как каждый из них признаёт право другого на существование.
Один из самых известных мифов рассказывает о борьбе Нума и Нга за солнце и луну. Некогда Нга попросил у своего свояка Нума небесные светила, пожаловавшись, что живёт в темноте под землёй и часто в поисках выхода натыкается на острые углы своего жилища — семь слоёв льда. Нум, не желая портить с Нга отношения, удовлетворил его просьбу. Однако живущие на земле лишь при скудном свете небесных звёзд люди, звери и птицы стали гибнуть, ударяясь о деревья и проваливаясь в ямы. Они взмолились Нуму, и тот, посоветовавшись со всеми земными и небесными богами, отправился в гости к Нга. Но так как он не мог потребовать просто вернуть свой дар обратно, он решил возвратить его хитростью. Поговорив с Нга о разных делах и уже уходя, Нум, ссылаясь на то, что на небе скучно живётся без собеседника, попросил у Нга, чтобы тот отдал ему свою тень. Нга готов был расстаться с тенью, о существовании которой он раньше и не подозревал, но та отказалась следовать на небо без своего хозяина. Тогда Нум, разыграв обиду, забрал у Нга луну и солнце и возвратил их на прежнее место.
Нум упоминается в ненецком мифе о том, как шаман стал зятем Нга (смерти). Раньше все заболевшие умирали, и, пытаясь помешать этому, шаман отправился на небо к Нуму; тот сказал, что не приглашал шамана к себе, и велел ему идти к Нга, чтобы посвататься к какой-нибудь из его дочерей, тогда Нга может прислушаться к его просьбе. После семидневных подземных скитаний шаман попал к дому Нга; тот не собирался отдавать ему ни одну из своих семерых дочерей, но захотел оставить его у себя слугой, угрожая сожрать шамана, если тот не согласится. Шаман вступил с ним в борьбу, которая длилась семь дней, пока у Нга не закончились силы. Нга запросил пощады и согласился отдать в жёны шаману самую младшую дочь, но при условии, что тот останется его помощником в Нижнем мире. Теперь, если шаманы на земле ворожат с умом, то Нга освобождает души больных.
В мифах о сотворении мира Нга крадёт у Нума ком глины, из которого впоследствии была создана земная поверхность, делает человека — творение Нума — смертным и т. п. Гроза нередко отождествлялась с поединком между Нумом и Нга. Существовали диаметральные различия в ритуалах принесения жертв этим божествам: Нуму приносили в жертву белых оленей, убивая их на какой-нибудь возвышенности, при этом головы жертв должны были быть повернуты на восток («к солнцу»), в то время как Нга жертвовались олени (или иногда собаки) тёмного окраса, которых обычно убивали позади чума (в «тёмном месте»), обратив головами на запад.